# Pareledone harrissoni
Pareledone harrissoni är en bläckfiskart som först beskrevs av Berry 1917.  Pareledone harrissoni ingår i släktet Pareledone och familjen Octopodidae. Inga underarter finns listade i Catalogue of Life.